# Leopoldo Odger
Leopoldo Odger Flores (Coronel, 9 de julio de 1928-Caleta Lliuco, Bahía San Pedro, 15 de agosto de 1965) fue un marino de la Armada de Chile que falleció en forma heroica salvando compañeros durante el naufragio del ATF Janequeo.

## Infancia y juventud
Hijo de David Odger y Doralisa Flores, nació en Coronel el 9 de julio de 1928, posteriormente su familia se trasladó a Quilpué. En 1948 hizo el servicio militar obligatorio en el Regimiento de Infantería n.º 2 "Maipo" de Valparaíso.

## Carrera naval
El 1 de junio de 1950 fue contratado por la Armada como grumete en la Escuela de Máquinas y Electricidad siendo destinado al acorazado Almirante Latorre y con fecha 1 de junio ascendió a marinero. El 26 de mayo de 1951 contrajo matrimonio con Emilia del Carmen Contreras Gárate con quien tuvo siete hijos.
El 2 de marzo de 1953 fue transbordado a la Escuela de Máquinas donde efectuó el curso inicial de Máquinas y el 31 de diciembre fue nombrado especialista en la rama de Máquinas.
Durante 1954 y 1955 estuvo a bordo del crucero O'Higgins. En 1956 fue transbordado al crucero Prat que efectuó ese año una comisión a los Estados Unidos. El 24 de enero de 1957 regresó al O'Higgins y el 31 de agosto de ese mismo año obtuvo su ascenso a cabo (Mq) siendo además nombrado subespecialista en Control de Averías luego de efectuar un curso en los Estados Unidos.
En 1958 estuvo en la Escuela de Artillería y Torpedos siendo a fines de año transbordado el CL Prat buque en el que se desempeñó hasta 1962. En 1962 fue destinado a la Escuela de Ingeniería como instructor y ese mismo año fue transbordado al Piloto Pardo.
En 1963 regresó a la Escuela de Artillería y Torpedos y el 14 de agosto fue transbordado al ATF Janequeo.

### Naufragio del Janequeo
El 2 de agosto de 1965 el patrullero Leucotón que se dirigía hacia Puerto Montt en comisión de faros sufrió una falla en su motor que lo obligó a buscar fondeadero en la caleta Lliuco, 50 millas al sur de Corral. Reinaba en el litoral un gran temporal que lo arrojó a la playa donde se varó. Desde Talcahuano acudieron en su auxilio los remolcadores Cabrales y Janequeo, arribando al lugar el 14 de agosto de 1965 en medio de un fuerte temporal. El Janequeo inició de inmediato los preparativos para desvararlo. Durante esta maniobra el cable de remolque se enredó en la hélice dejando a la nave sin poder mover su máquina siendo arrojado contra los roqueríos donde fue destrozado.
De los 79 hombres que tripulaban la nave, 52 murieron, unos a bordo y otros ahogados. Entre los que fueron lanzados al agua sobresalieron las actuaciones del cabo Odger y el marinero Mario Fuentealba Recabarren quienes, varias veces, exponiendo y finalmente entregando sus vidas en forma heroica lograron salvar a cinco de sus compañeros.
El cabo Odger y otros marineros saltaron a una roca mientras el buque era destrozado contra ellas, estaba herido en un ojo pero decidieron saltar al mar para alcanzar la playa. En esta acción rescató a un marinero que estaba ahogándose, luego se lanzó nuevamente al mar y sacó a un segundo sobreviviente, volvió al mar a rescatar a un tercer marino, pero esta vez la mar lo arrastró hacia la muerte.

## Sepultura y homenajes póstumos

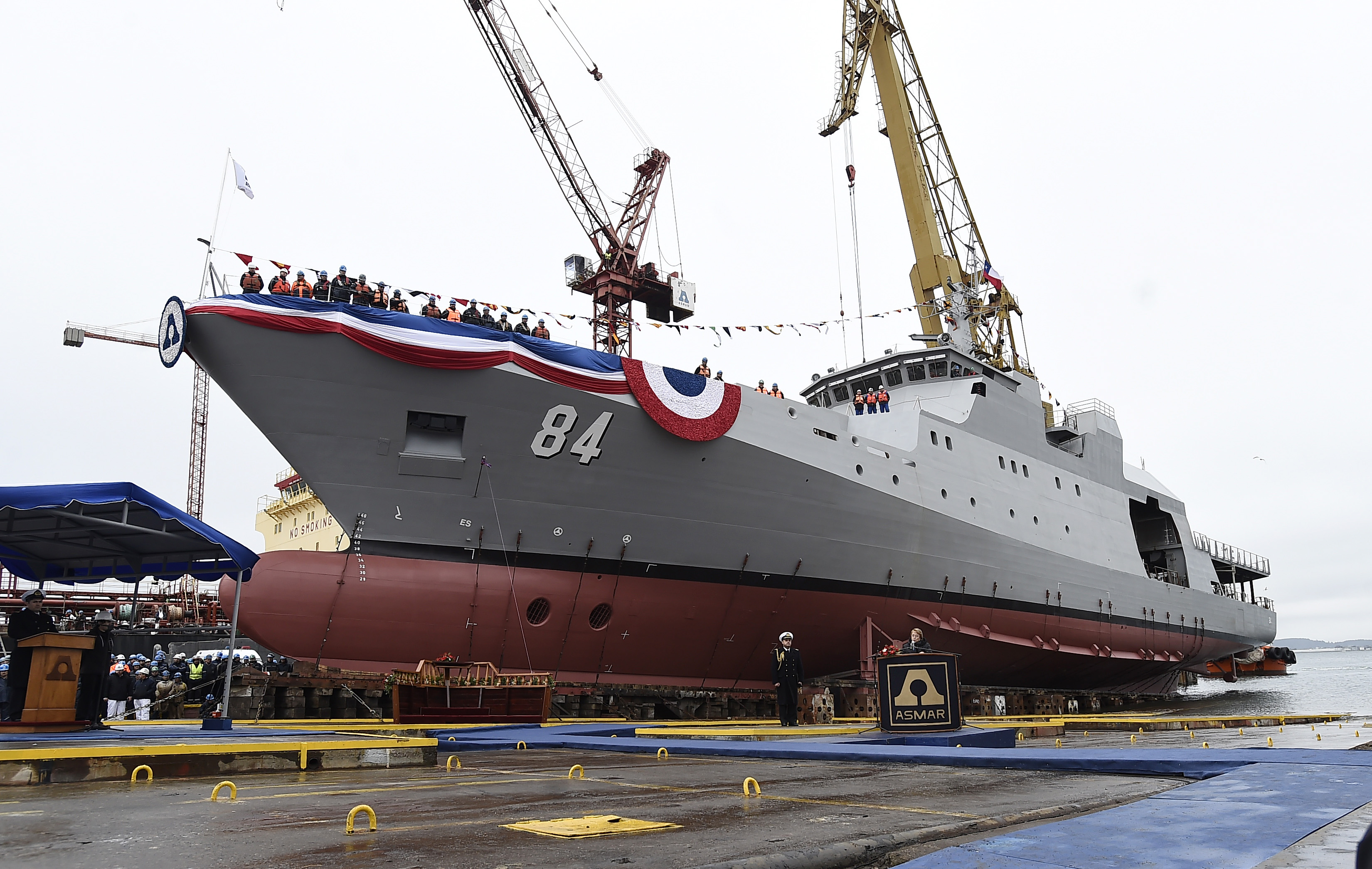
Patrullero "Cabo Ogder".

Con fecha 4 de noviembre de 1965 el gobierno de Chile a petición de la Armada le concedió la medalla "Al Valor" en forma póstuma y con fecha 27 de diciembre del mismo año le concedió en forma póstuma el grado de suboficial mayor de la Armada para todos los efectos legales y montepío.
Sus restos mortales descansaron inicialmente en el mausoleo de la Armada en el cementerio de Playa Ancha, Valparaíso, y posteriormente con fecha 29 de julio de 2002 fueron trasladados a la Escuela de Grumetes, Talcahuano para que sirvan de ejemplo a las nuevas generaciones de marinos que ahí se forman.
En agosto de 2016, se lanzó al mar el Patrullero de Zona Marítima OPV84 de la Armada, bautizado «Cabo Ogder».